# Хинкли (Миннесота)
Хинкли (англ. Hinckley) — город в округе Пайн, штат Миннесота, США.
На площади 7,5 км² (7,4 км² — суша, 0,1 км² — вода), согласно переписи 2002 года, проживают 1291 человек. Плотность населения составляет 175,4 чел./км².
- Телефонный код города — 320
- Почтовый индекс — 55037
- FIPS-код города — 27-29294[1]
- GNIS-идентификатор — 0645028[2]